# 岐阜陸軍飛行学校
座標: 北緯35度23分37.67秒 東経136度54分10.33秒 / 北緯35.3937972度 東経136.9028694度

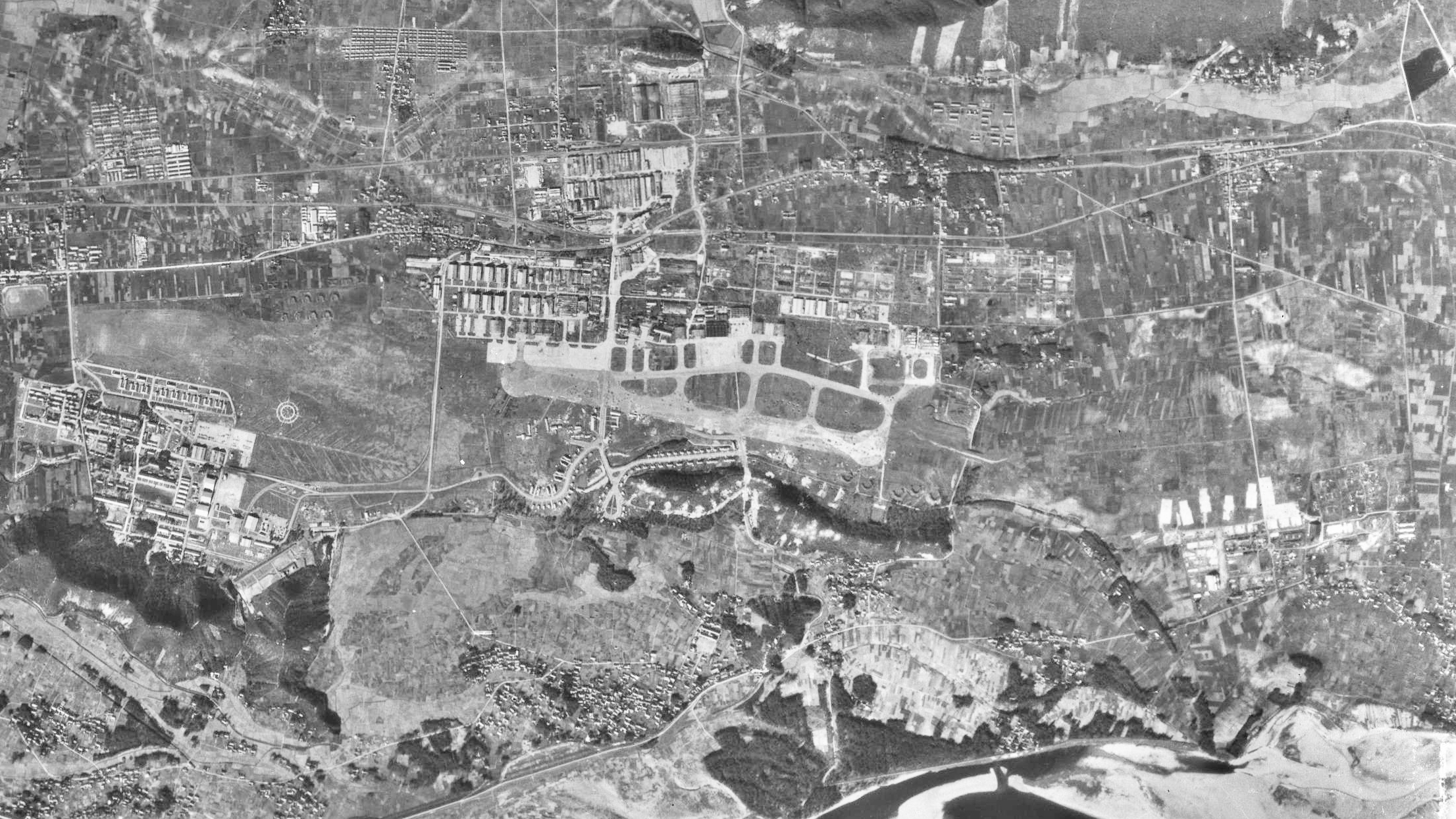
旧各務原陸軍飛行場（1947年）
飛行場東側が岐阜陸軍飛行学校跡地である。

岐阜陸軍飛行学校（ぎふりくぐんひこうがっこう）は、日本陸軍の軍学校のひとつ。操縦候補生および飛行機操縦に従事する下士官候補者を教育した。1940年（昭和15年）8月に開設され、 1943年（昭和18年）4月に廃止となった。学校本部および本校は岐阜県稲葉郡鵜沼村（現在の各務原市東部）に置かれ、ほかに分教所があった。

## 歴史
岐阜陸軍飛行学校はそれまで熊谷陸軍飛行学校で行っていた操縦候補生と陸軍補充令第83条第1項ノ下士官候補者の教育を主な目的として、1940年（昭和15年）7月31日施行の岐阜陸軍飛行学校令（勅令第500号）により開設され、同年8月10日に業務を開始した。前述の操縦候補生と下士官候補者の概略は次のとおりである。
操縦候補生
1935年（昭和10年）、陸軍補充令改正（勅令第264号）により定められた。大学の学部または予科、あるいは高等学校高等科を卒業し、最終学歴で配属将校の行う教練の検定に合格した者のうち飛行機操縦に従事する予備役・後備役の将校または下士官となることを志願して採用された年齢28歳未満の者。軍隊外で派遣将校の行う飛行機操縦の検定に合格するか、飛行機操縦士免状を有していることが条件となる。操縦候補生の修業期間は1年で、採用後ただちに一等兵の階級をあたえられ3箇月後に上等兵、その2か月後に伍長、その2箇月後に軍曹、さらに2箇月後に曹長の階級に進み見習士官として将校勤務を習得したのち、銓衡（せんこう）会議で可決されると少尉に任官し予備役に編入される。銓衡会議で否決された者は予備役の軍曹となる。
陸軍補充令第83条第1項ノ下士官候補者
1927年（昭和2年）、陸軍補充令改正（勅令第331号）により定められ、1935年の陸軍補充令改正（勅令第264号）で細部があらためられた。軍隊外で派遣将校の行う飛行機操縦の検定に合格するか、民間の飛行機操縦士免状を有し飛行機操縦に従事する予備役の航空兵下士官を志願して採用された年齢25歳未満の者。下士官候補者として陸軍飛行学校で6箇月間教育を行う。採用時に一等兵の階級をあたえられ、およそ3か月後に上等兵の階級に進み、教育課程を修了すると技量に応じ予備役の伍長または軍曹に任官する。以下、同下士官候補者を「83条下士官候補者」と略す。
操縦候補生は1937年（昭和12年）10月より、83条下士官候補者は1935年の学校開設より熊谷陸軍飛行学校の特種生徒に分類されて教育を行ってきた。1940年、陸軍は少年飛行兵の制度を確立し大量採用を予定すると、熊谷陸軍飛行学校では規模が十分でなく数校の陸軍飛行学校を新設した。少年飛行兵および少年飛行兵となす生徒の教育のためには同年10月に宇都宮陸軍飛行学校と大刀洗陸軍飛行学校を開設し熊谷陸軍飛行学校を含めた3校に分散させ、操縦候補生と83条下士官候補者の教育は同年8月岐阜県稲葉郡の各務原陸軍飛行場（現在の航空自衛隊岐阜基地）に開設した岐阜陸軍飛行学校に移管することとなったのである。
操縦候補生、83条下士官候補者ともに採用の際はまず航空兵科部隊に入営し、岐阜陸軍飛行学校へは各部隊から（操縦候補生は部隊でおよそ1か月の教育をしたのち）の分遣という形式をとった。同校における操縦候補生は通常毎年2回入校させ修学期間は約6か月、83条下士官候補者も通常毎年2回入校させ修学期間は約6か月と定められた。1940年に陸軍航空総監部が指示した同校の教育内容はおおよそ下記のとおりである。
操縦候補生教育
堅固な志操と高潔な品性を陶冶することにより幹部となるにふさわしい人格を養成し、かつ戦時飛行機の操縦に従事する初級将校に必要な基礎の学識技能を与えることを目的とする。
術科：一般教育・操縦術・空中航法・機関工術・航空用具の取扱・内務および諸勤務。
学科：作戦要務令・航空兵操典・軍制学・地形学・空中航法学・航空法規・気象学・軍陣衛生学・その他。
83条下士官候補者教育
軍人としての徳性を涵養し航空兵科初級下士官に必要な学術を修得させるとともに、戦時飛行機の操縦に従事する下士官に必要な基礎の能力を備えさせることを目的とする。
術科：一般教育・操縦術・空中航法・機関工術・航空用具の取扱。
学科：作戦要務令・航空兵操典・地形学・空中航法学・航空法規・気象学・軍陣衛生学・その他。
内務および諸勤務
操縦候補生、83条下士官候補者ともに入営以前に基本的な飛行機操縦を修得していることから、軍人として必要な知識や技術と、民間の飛行機操縦とは性格の違う軍用機の取り扱いに教育の重点が置かれていることが特徴であった。
岐阜陸軍飛行学校は本校の置かれた岐阜県稲葉郡のほかにも、既存の陸軍飛行場に分教所を設置し教育を行った。下に示すのは岐阜陸軍飛行学校の分教所として使用されたことが確認できる陸軍飛行場である。
老津陸軍飛行場（愛知県渥美郡老津村）、本地原陸軍飛行場（愛知県東春日井郡旭村）、甲府陸軍飛行場（山梨県中巨摩郡玉幡村）、北伊勢陸軍飛行場（三重県鈴鹿郡川崎村）。
1943年（昭和18年）、少年飛行兵のさらなる増加で同地に岐阜陸軍航空整備学校を開設するため、「陸軍部内ニ於ケル教育整備ノ為ニスル陸軍士官学校令外六勅令中改正等ノ件」（勅令第221号）により、同年4月1日付で岐阜陸軍飛行学校令および同学校は廃止された。以後の操縦候補生の教育は仙台陸軍飛行学校に移管された。83条下士官候補者の教育については、特定の陸軍飛行学校に移管された資料は現時点では確認できない。

## 年譜
- 1940年（昭和15年）8月1日 - 岐阜陸軍飛行学校を開設。
- 1943年（昭和18年）4月1日 - 同校廃止。

## 歴代校長
- 神谷正男 大佐：1940年8月1日 -
- 下田龍栄門 大佐：1942年6月1日 -
- 欠：1943年1月3日 - 4月1日廃止